# Unalaska
|  | Aquest article tracta sobre l'illa d'Alaska. Si cerqueu la ciutat d'Alaska, vegeu «Unalaska (Alaska)». |

Unalaska (en aleutià Nawan-Alaxsxa) és una illa de les illes Fox, pertanyent a l'arxipèlag de les Aleutianes, a l'estat d'Alaska, als Estats Units. Està situada a 53° 54′ N, 166° 32′ O / 53.900°N,166.533°O. Té una extensió de 2.721 km², amb una llargada de 128 quilòmetres i una amplada de 56 quilòmetres. La ciutat d'Unalaska ocupa part de l'illa i la totalitat de la veïna Amaknak, on es troba el port de Dutch Harbor. La població de l'illa, segons el cens de l'any 2000 era de 1.759 habitants.
Unalaska és la segona illa més gran del grup de les Fox i de les Aleutianes pel que fa a la seva extensió. La costa és molt irregular, plena de badies i penínsules. El terreny de l'illa és aspre i cobert de muntanyes i durant bona part de l'any la neu cobreix les parts més elevades.
El nom Unalaska és aleutià. Hi ha algunes teories sobre el seu origen; la majoria creuen que és una deformació del rus Unalaixka, que vindria de l'aleutià nawan Alaskax, «vora el continent».

## Història
L'illa va ser descoberta per Vitus Bering el 1741. Un assentament rus s'hi va instal·lar el 1759, però quatre anys més tard va ser destruït pels aleutians, juntament amb quatre vaixells mercants. La massacre va causar la mort de 162 colons russos. Els supervivents van aconseguir mantenir la seva posició fins al 1764, quan van ser rescatats pels russos. Aquest fet va provocar represàlies sagnants contra els nadius que van costar la vida a prop de 5.000 aleutians.
L'expedició d'Esteban José Martínez i Gonzalo López de Haro de 1788 va explorar la costa d'Alaska fins a Unalaska, marcant el límit occidental explorat pels espanyols a la regió. El mateix 1788, l'explorador anglès James Cook visità l'illa, anomenant-la Oonalashka en el seu diari.
El President dels Estats Units Ronald Reagan, el 31 de maig de 1988, en un discurs a Moscou, esmentà la trobada de nord-americans i russos a l'illa en el segle xix com a exemple de bones relacions entre els dos pobles.
El 8 de desembre de 2004, el petrolier malaisi Selendang Ayu va tenir un accident vora l'illa, i provocà un fort vessament de petroli.